# Шевяково (Вологодская область)
Шевяково — деревня в Грязовецком районе Вологодской области России, на реке Лухта.
Входит в состав Перцевского муниципального образования, с точки зрения административно-территориального деления — в Перцевский сельсовет.
Расстояние по автодороге до районного центра Грязовца — 14 км, до центра муниципального образования Слободы — 4 км. Ближайшие населённые пункты — Камешник, Волково, Пешково.
По переписи 2002 года население — 1 человек.